# دورة الكربون المحيطية

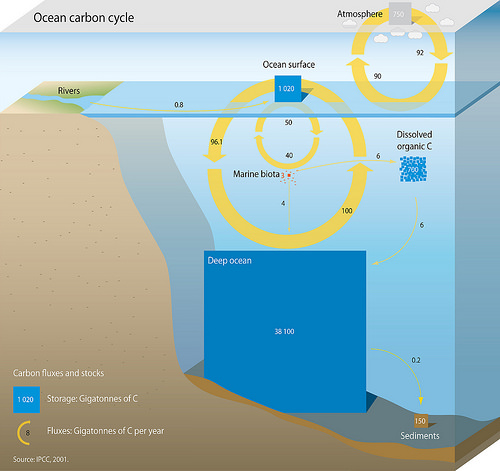
Oceanic carbon cycle (IPCC)

تتكون دورة الكربون المحيطية oceanic carbon cycle (أو دورة الكربون البحرية marine carbon cycle) من عمليات يجري خلالها تبادل الكربون بين أحواض مختلفة داخل المحيط، وكذلك بين الغلاف الجوي وداخل الأرض وقاع البحر. دورة الكربون هي نتيجة للعديد من القوى المتفاعلة عبر نطاقات زمنية ومكانية متعددة تقوم بتدوير الكربون حول الأرض، مما يضمن توفر الكربون بصورة عامة. تُعد دورة الكربون المحيطية عملية مركزية من دورة الكربون العامة، وتحتوي على كربون غير عضوي (كربون غير مرتبط بكائن حي، مثل ثاني أكسيد الكربون) وكربون عضوي (كربون في كائن حي أو جرى دمجه في كائن حي). يقوم جزء من دورة الكربون البحري بتحويل الكربون بين الكائنات الحية وغير الحية.
هناك ثلاث عمليات رئيسية (أو مضخات) تُشكل دورة الكربون البحري، حيث تجلب ثاني أكسيد الكربون من الغلاف الجوي (CO2) إلى داخل المحيط وتوزعه عبر المحيطات. هذه المضخات الثلاث هي: (1) مضخة الذوبان solubility pump، و(2) مضخة الكربونات carbonate pump، و(3) المضخة البيولوجية biological pump. يبلغ إجمالي تجمع الكربون النشط على سطح الأرض لفترات تقل عن 10 آلاف عام قرابة 40 ألف جيجا طن من الكربون (يستخدم الرمز Gt C والذي يعني gigatons C، حيث الجيجا طن هو مليار طن، أو وزن ما يقرب من 6 ملايين حوت أزرق)، وهناك قرابة 95٪ (~ 38 ألف جيجا طن من الكربون) مخزنة في المحيطات، في الغالب على شكل كربون غير عضوي مذاب. ويُعد الكربون غير العضوي المذاب في دورة الكربون البحرية هو المتحكم الأساسي في تفاعلات الحمض-والقاعدة في المحيطات.
تُعد نباتات الأرض والطحالب (المنتجون الأساسيون) هي المسؤولة عن أكبر إنتاج سنوي للكربون. على الرغم من أن كمية الكربون المخزنة في الكائنات الحية البحرية (حوالي 3 جيجا طن كربون) صغيرة جدًا مقارنة بالنباتات الأرضية (حوالي 610 جيجا طن كربون)، فإن كمية الكربون المتبادلة (التدفق) من هذه المجموعات متساوية تقريبًا - حوالي 50 جيجا طن لكل منها. تربط الكائنات البحرية دورات الكربون والأكسجين من خلال عمليات مثل التمثيل الضوئي. ترتبط دورة الكربون البحري أيضًا بيولوجيًا بدورات النيتروجين والفوسفور بنسبة متكافئة شبه ثابتة كربون:نيتروجين:فسفور C: N: P بنسبة 106: 16: 1، تُعرف أيضًا باسم نسبة Redfield Ketchum Richards (RKR)، والتي تنص على أن الكائنات الحية تميل إلى امتصاص النيتروجين والفوسفور بدمج الكربون العضوي الجديد. وبالمثل، فإن المادة العضوية المتحللة بواسطة البكتيريا تُطلق الفوسفور والنيتروجين.
استنادًا إلى منشورات وكالة ناسا، والرابطة الدولية للأرصاد الجوية، والمجلس الدولي لاستكشاف البحار، بالإضافة إلى علماء من الإدارة الوطنية للمحيطات NOAA، ومعهد وودز هول لعلوم المحيطات، ومعهد سكريبس لعلوم المحيطات، و هيئة البحوث الاسترالية CSIRO، ومختبر أوك ريدج الوطني، فإن التأثيرات البشرية على دورة الكربون البحرية كبيرة. قبل الثورة الصناعية، كان المحيط مصدرًا صافيًا لثاني أكسيد الكربون في الغلاف الجوي، بينما يأتي الآن غالبية الكربون الذي يدخل المحيط من ثاني أكسيد الكربون الموجود في الغلاف الجوي. أدى حرق الوقود الأحفوري وإنتاج الأسمنت إلى تغيير توازن ثاني أكسيد الكربون بين الغلاف الجوي والمحيطات، مما تسبب في تحمض المحيطات. أدى تغير المناخ، نتيجة زيادة ثاني أكسيد الكربون في الغلاف الجوي، إلى زيادة درجة حرارة المحيط والغلاف الجوي ( ظاهرة الاحتباس الحراري). قد يُعزى المعدل البطيء للاحتباس الحراري الذي حدث في الفترة من 2000-2010 إلى الزيادة الملحوظة في المحتوى الحراري العلوي للمحيطات.قالب:Carbon cycle

## الكربون البحري

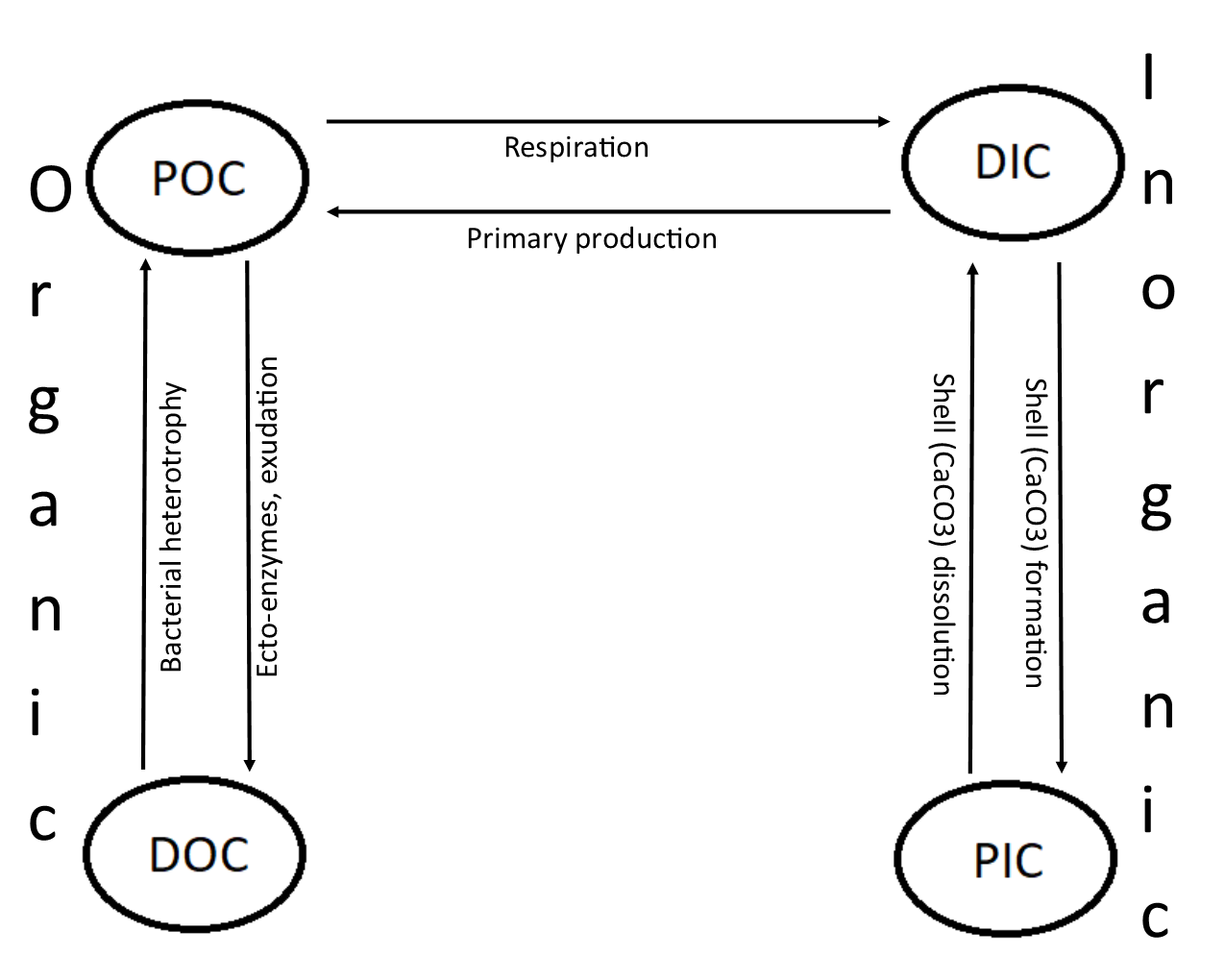
ينقسم الكربون إلى أربعة مجمعات مختلفة بناءً على ما إذا كان عضويًا أو غير عضوي، وما إذا كان مذابًا أو في صورة جزيئات. تصف العمليات المرتبطة بكل سهم التحول المرتبط بنقل الكربون من أحد المجمعات إلى الآخر.

يمكن تمييز مركبات الكربون على أنها إما عضوية أو غير عضوية، أو إما مذابة أو جزيئية، اعتمادًا على تركيبها. يشكل الكربون العضوي العمود الفقري للمكونات الرئيسية للمركبات العضوية مثل - البروتينات والدهون والكربوهيدرات والأحماض النووية. يوجد الكربون غير العضوي بشكل أساسي في مركبات بسيطة مثل ثاني أكسيد الكربون وحمض الكربونيك والبيكربونات والكربونات (CO2، H2CO3، HCO3-، CO3-2 على التوالي).
يجري فصل الكربون البحري إلى مراحل جزيئية ومذابة. تُعرَّف هذه المجمعات من الناحية التشغيلية عن طريق الفصل المادي - يمر الكربون المذاب عبر مرشح 0.2 ميكرومتر، بينما لا يمر الكربون الجزيئي.

### الكربون غير العضوي
هناك نوعان رئيسيان من الكربون غير العضوي الموجود في المحيطات. يتكون الكربون غير العضوي المذاب (Dissolved inorganic carbon DIC) من البيكربونات (HCO3-1) والكربونات (CO3-2) وثاني أكسيد الكربون (بما في ذلك كل من ثاني اكسيد الكربون المذاب وحمض الكربونيك H2CO3). يمكن تحويل DIC إلى كربون غير عضوي جزيئي (particulate inorganic carbonPIC) من خلال ترسيب كربونات الكالسيوم CaCO3 (بيولوجيًا أو غير حيوي). يمكن أيضًا تحويل DIC إلى كربون عضوي جزيئي (particulate organic carbon POC) من خلال التمثيل الضوئي وكيمياء التغذية (أي الإنتاج الأولي). يزداد DIC مع العمق حيث تغرق جزيئات الكربون العضوية وتُستهلك في التنفس. يتناقص الأكسجين الحر مع زيادة DIC لأن الأكسجين يُستهلك أثناء التنفس الهوائي.
الكربون غير العضوي الجزيئي (PIC) هو الشكل الآخر للكربون غير العضوي الموجود في المحيط. معظم PIC هو على صورة كربونات الكالسيوم CaCO3 التي يتكون منها أصداف الكائنات البحرية المختلفة، ولكن يمكن أن يتشكل أيضًا في أحداث البياض. تفرز الأسماك البحرية أيضًا كربونات الكالسيوم أثناء التنظيم الأسموزي.
تُساهم بعض أنواع الكربون غير العضوي في المحيطات، مثل البيكربونات والكربونات، بشكل رئيسي في القلوية، وهي تُمثل عازل طبيعي للمحيطات تمنع التغيرات الجذرية في الحموضة (أو الرقم الهيدروجيني). تؤثر دورة الكربون البحري أيضًا على معدلات تفاعل وانحلال بعض المركبات الكيميائية، وتنظم كمية ثاني أكسيد الكربون في الغلاف الجوي ودرجة حرارة الأرض.

### الكربون العضوي
هناك نوعان رئيسيان من الكربون العضوي موجودان في المحيط (مذاب وجزيئي). يُعرَّف الكربون العضوي المذاب (Dissolved organic carbon DOC) من الناحية التشغيلية على أنه أي جزيء عضوي يمكن أن يمر عبر مُرشح 0.2 ميكرومتر. يمكن تحويل الكربون العضوي المذاب DOC إلى كربون عضوي جزيئي من خلال التغذية غير المتجانسة heterotrophyو يمكن أيضًا تحويله مرة أخرى إلى كربون غير عضوي مذاب (DIC) من خلال التنفس.
تُعرَّف جزيئات الكربون العضوي التي يجري التقاطها على المرشح على أنها كربون عضوي جزيئي (POC). ويتكون POC من كائنات حية (ميتة أو حية) وفضلاتها وحتاتها. يمكن تحويل POC إلى كربون عضوي مذاب DOC من خلال تفكيك الجزيئات وعن طريق النضح بواسطة العوالق النباتية، على سبيل المثال. يجري تحويل POC بشكل عام إلى DIC من خلال التغذية غير المتجانسة والتنفس.

## مضخات الكربون البحرية

### مضخة الذوبان
مقالة كاملة: مضخة الذوبان Solubility pump

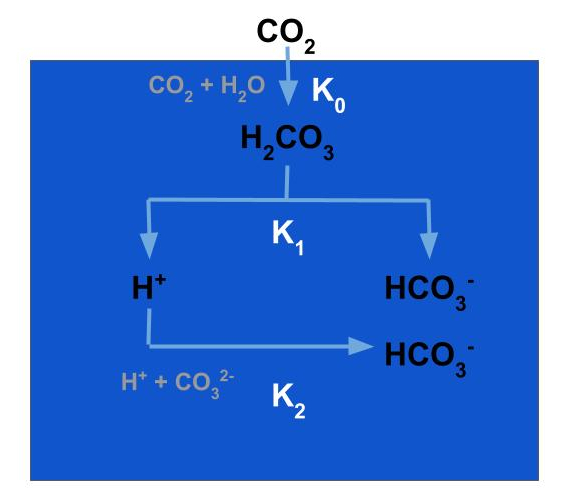
تفكك ثاني أكسيد الكربون وفق قانون هنري

تخزن المحيطات أكبر تجمع للكربون التفاعلي على الأرض على صورة كربون غير عضوي مذاب DIC، والذي ينتُج لانحلال ثاني أكسيد الكربون الموجود في الغلاف الجوي في مياه البحر - مضخة الذوبان. تشتمل تركيزات ثاني أكسيد الكربون المائي وحمض الكربونيك وأيون البيكربونات وأيون الكربونات على الكربون غير العضوي المذاب (DIC). ينتشر الكربون غير العضوي المذاب في جميع أنحاء المحيطات عن طريق الدورة الحرارية الملحية، مما يسهل سعة التخزين الهائلة للكربون غير العضوي المذاب في المحيطات. توضح المعادلات الكيميائية أدناه التفاعلات التي يمر بها ثاني أكسيد الكربون بعد دخوله المحيط وتحويله إلى شكله المائي.

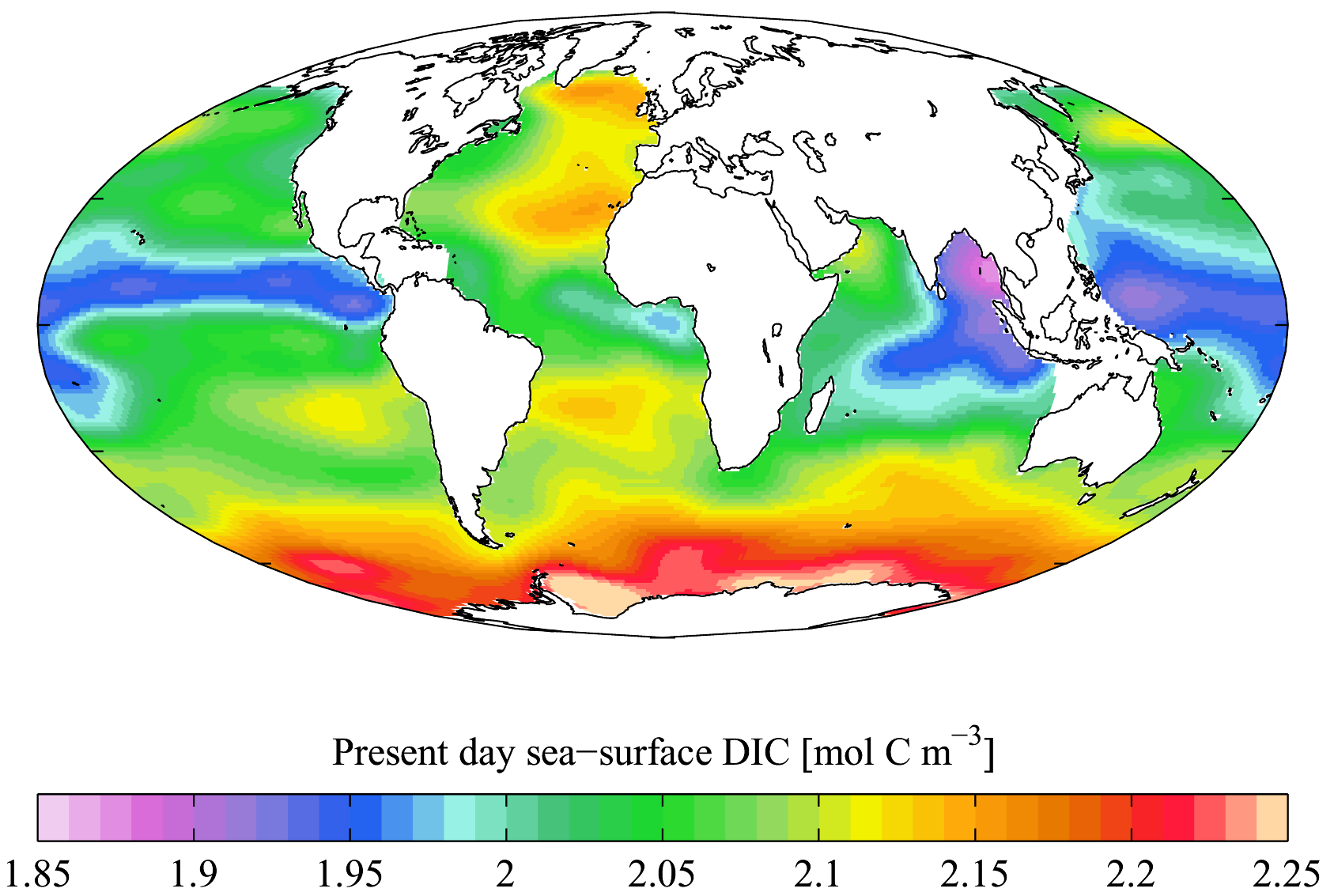
سطح البحر المذاب بالكربون غير العضوي أولاً، يتفاعل ثاني أكسيد الكربون مع الماء لتكوين حمض الكربونيك. التركيز في التسعينيات (من علم المناخ GLODAP)

| {\displaystyle {\ce {CO2(aq) + H2O -> H2CO3}}} | \| \| \| \| \| \| \| \| | (1) |
|                                                |                         |     |
|                                                |                         |     |
يتفكك حمض الكربونيك بسرعة إلى أيون الهيدروجين الحر (تقنيًا، الهيدرونيوم ) وبيكربونات.

| {\displaystyle {\ce {H2CO3 -> H+ + HCO3^-}}} | \| \| \| \| \| \| \| \| | (2) |
|                                              |                         |     |
|                                              |                         |     |
يلتقي أيون الهيدروجين الحر بالكربونات، الموجود بالفعل في الماء من انحلال كربونات الكالسيوم، ويتفاعل لتكوين المزيد من أيون البيكربونات.

| {\displaystyle {\ce {H+ + CO3^2- -> HCO3^-}}} | \| \| \| \| \| \| \| \| | (3) |
|                                               |                         |     |
|                                               |                         |     |
تشكل الأنواع المذابة في المعادلات أعلاه، ومعظمها من البيكربونات، نظام قلوية الكربونات، المساهم الرئيسي في قلوية مياه البحر.

### مضخة الكربونات
تبدأ مضخة الكربونات، التي تسمى أحيانًا مضخة عداد الكربونات، بالكائنات البحرية على سطح المحيط لإنتاج جزيئات الكربون غير العضوي (PIC) على شكل كربونات الكالسيوم ( الكالسيت أو الأراجونيت، CaCO3 ). وكربونات الكالسيوم هي التي تُشكل أجزاء الجسم الصلبة مثل الأصداف. يؤدي تكوين هذه الأصداف إلى زيادة ثاني أكسيد الكربون في الغلاف الجوي بسبب إنتاج كربونات الكالسيوم في التفاعل التالي باستخدام القياس المتكافئ المبسط:

| {\displaystyle {\ce {Ca^2+ + 2HCO3^- <=> CaCO3 + CO2 + H2O}}}[18] | \| \| \| \| \| \| \| \| | (4) |
|                                                                   |                         |     |
|                                                                   |                         |     |
تُعد البذيرات الجيرية Coccolithophores، وهي مجموعة منتشرة في كل مكان تقريبًا من العوالق النباتية التي تُنتج أصداف كربونات الكالسيوم، هي المساهم الرئيسي في مضخة الكربونات. نظرًا لوفرة هذه البذيرات، فإن لها آثارًا كبيرة على كيمياء الكربونات، وفي المياه السطحية التي تعيش فيها وفي المحيطات: فهي توفر آلية كبيرة لنقل كربونات الكالسيوم إلى أسفل. يمكن تحديد تدفق ثاني أكسيد الكربون في الجو والبحر (air-sea CO2 flux) الناجم عن مجتمع بيولوجي بحري من خلال نسبة المطر - نسبة الكربون من كربونات الكالسيوم مقارنةً بالكربون من الكربون العضوي في المادة الجزيئية التي تغرق في قاع المحيط، (PIC/POC). تعمل مضخة الكربونات كرد فعل سلبي على ثاني اكسيد الكربون المأخوذ إلى المحيط بواسطة مضخة الذوبان. ويحدث ذلك بحجم أقل من مضخة الذوبان.

### المضخة البيولوجية
مقالة كاملة: مضخة بيولوجية

يمكن انتقال الكربون العضوي الجزيئي، الذي نشأ من خلال الإنتاج البيولوجي، من أعالي المحيطات في تدفق يُطلق عليه عادةً المضخة البيولوجية، أو يُتَنَفَّس (المعادلة 6) مرة أخرى إلى الكربون غير العضوي. ثم يجري تحويل الكربون غير العضوي المذاب بيولوجيًا إلى مادة عضوية عن طريق التمثيل الضوئي (المعادلة 5) وأشكال أخرى من التغذية الذاتية التي تغرق بعد ذلك ويجري هضمها جزئيًا أو كليًا بواسطة الكائنات ذات التغذية غير المتجانسة. يمكن تصنيف الكربون العضوي الجزيئي، بناءً على مدى سهولة تفتيت الكائنات الحية له في الغذاء، على أنه قابل للتحلل labile أو شبه قابل للتحلل semilabileأ و مقاومة للحرارة. التمثيل الضوئي بواسطة العوالق النباتية هو المصدر الأساسي للجزيئات المقابل وللتحلل شبه القابلة للتحلل وهكذلك فو المصدر غير المباشر لمعظم الجزيئات المقاومة للحرارة. توجد الجزيئات القابلة للتحلل بتركيزات منخفضة خارج الخلايا (في نطاق البيكومولار ) ولها عمر نصف يبلغ دقائق فقط عندما تكون حرة في المحيطات. وتستهلكها الميكروبات في غضون ساعات أو أيام من إنتاجها وتعيش في المحيطات السطحية، حيث تساهم بأغلبية تدفق الكربون القابل للتحلل. الجزيئات شبه القابلة للتحلل، التي يصعب استهلاكها، قادرة على الوصول إلى أعماق تصل إلى مئات الأمتار تحت السطح قبل أن يجري استقلابها. تشتمل المادة العضوية الذائبة dissolved organic matterDOM المقاومة للحرارة إلى حد كبير على جزيئات شديدة الاقتران مثل الهيدروكربونات العطرية متعددة الحلقات أو اللجنين. يمكن أن تصل DOM المقاوِمَة للحرارة إلى أعماق تزيد عن ألف متر وتدور عبر المحيطات على مدى آلاف السنين. على مدار عام، يُمتص ما يقرب من 20 جيجا طن من الكربون القابل للتحلل الضوئي وشبه القابل للتحلل بواسطة الكائنات غيرية التغذية، بينما يُستهلك أقل من 0.2 جيجا طن من الكربون المقاوم للحرارة. يمكن للمادة العضوية البحرية الذائبة (DOM) أن تخزن قدرًا كبيرًا من الكربون مثل الإمداد الحالي بثاني أكسيد الكربون في الغلاف الجوي، ولكن العمليات الصناعية تغير توازن هذه الدورة.

| {\displaystyle {\ce {{\underset {carbon~dioxide}{6CO2}}+{\underset {water}{6H2O}}->[light~energy]{\underset {carbohydrate}{C6H12O6}}+{\underset {oxygen}{6O2}}}}} | \| \| \| \| \| \| \| \| | (5) |
| |                         |     |
| |                         |     |

| {\displaystyle {\ce {{\underset {carbohydrate}{C6H12O6}}+{\underset {oxygen}{6O2}}->{\underset {carbon~dioxide}{6CO2}}+{\underset {water}{6H2O}}+heat}}} | \| \| \| \| \| \| \| \| | (6) |
| |                         |     |
| |                         |     |

## المدخلات
تتعدد المدخلات في دورة الكربون البحري، لكن المساهمات الأولية، على أساس صافٍ، تأتي من الغلاف الجوي والأنهار. تزود الفتحات المائية الحرارية عمومًا الكربون بالكمية التي تستهلكها.

### الجو

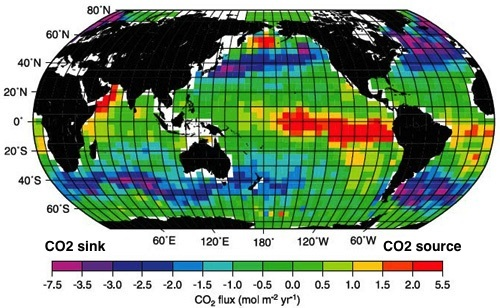
Global air-sea CO2 flux – IPCC 2007

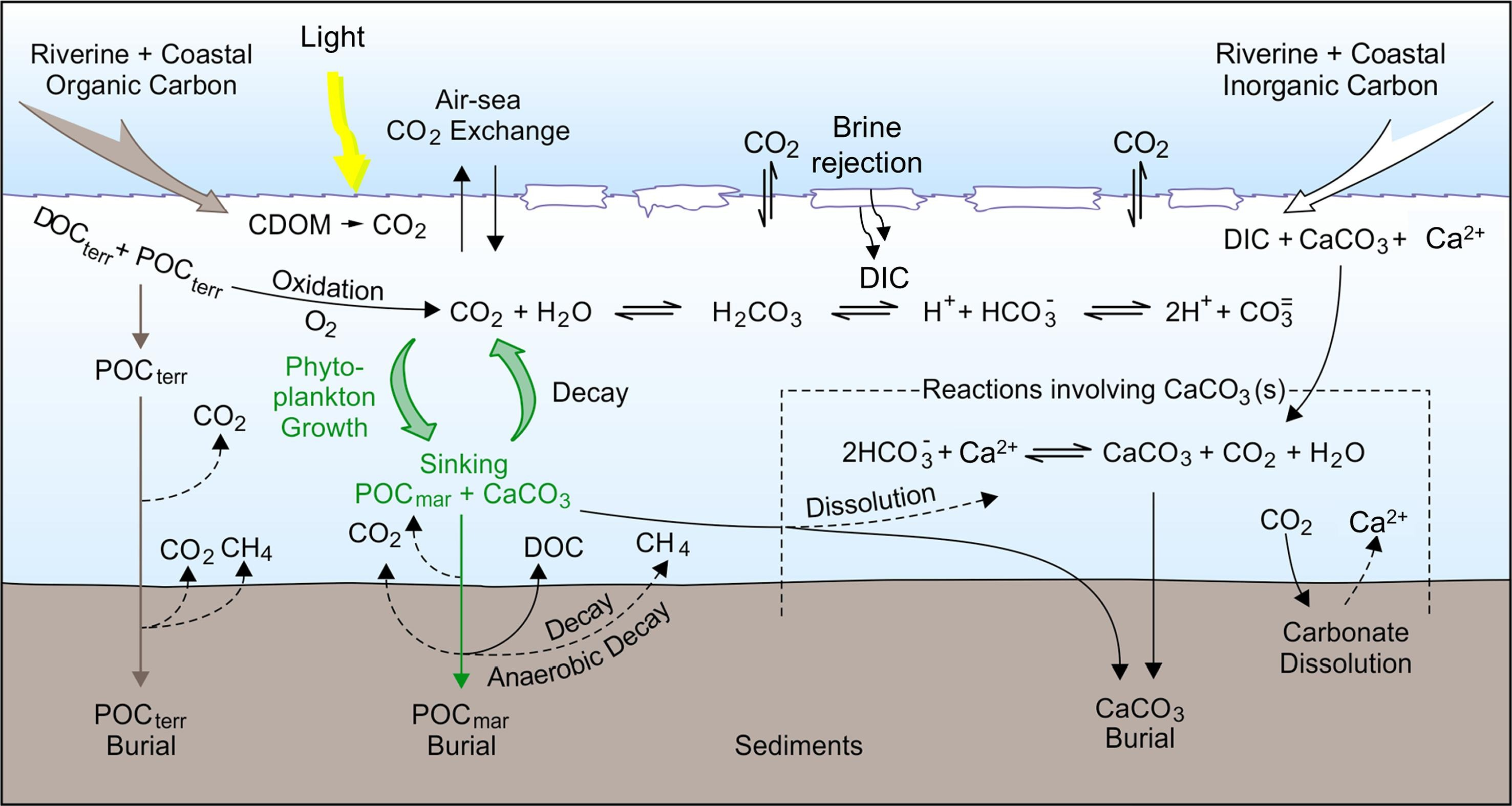
Carbon cycle processes in high-latitude shelf seas

قبل الثورة الصناعية، كان المحيط مصدرًا لثاني أكسيد الكربون في الغلاف الجوي فيوازن تأثير الجو على الصخور والكربون العضوي الجزيئي الأرضي. الآن أصبح المحيط حوضًا لثاني أكسيد الكربون الزائد في الغلاف الجوي. يُمتص ثاني أكسيد الكربون من الغلاف الجوي عند سطح المحيط بمعدلات تختلف محليًا ولكن في المتوسط، تمتص المحيطات قرابة 2.2 Pg C من ثاني أكسيد الكربون سنويًا. نظرًا لأن قابلية ذوبان ثاني أكسيد الكربون تزداد عندما تنخفض درجة الحرارة، يمكن أن تحتوي المناطق الباردة على المزيد من ثاني أكسيد الكربون وتظل في حالة توازن مع الغلاف الجوي؛ في المقابل، يؤدي ارتفاع درجات حرارة سطح البحر إلى انخفاض قدرة المحيطات على امتصاص ثاني أكسيد الكربون. تتميز محيطات شمال الأطلسي وشمال أوروبا بأعلى امتصاص للكربون لكل وحدة مساحة في العالم، وفي شمال المحيط الأطلسي ينقل الحمل الحراري العميق ما يقرب من 197 تيراغرام سنويًا من الكربون غير المقاوم للحرارة إلى العمق.
وجدت دراسة أجريت عام 2020 ارتفاعًا ملحوظًا في صافي تدفق الكربون إلي المحيطات مقارنة بالدراسات السابقة. استخدمت الدراسة الجديدة بيانات الأقمار الصناعية لحساب الاختلافات الطفيفة في درجات الحرارة بين سطح المحيط وعمق بضعة أمتار حيث تُجرى القياسات.

#### معدلات تبادل ثاني أكسيد الكربون بين المحيطات والغلاف الجوي
تعتمد معدلات تبادل ثاني أكسيد الكربون بين المحيط والغلاف الجوي على تركيز ثاني أكسيد الكربون الموجود بالفعل في كل من الغلاف الجوي والمحيطات ودرجة الحرارة والملوحة وسرعة الرياح. يمكن تقريب معدل التبادل بواسطة قانون هنري ويمكن حسابه على أنه S = kP، حيث تتناسب قابلية الذوبان (S) لغاز ثاني أكسيد الكربون مع كمية الغاز في الغلاف الجوي، أو ضغطه الجزئي (P).

#### عامل Revelle
نظرًا لأن المدخول المحيطي لثاني أكسيد الكربون محدود، يمكن أيضًا وصف تدفق ثاني أكسيد الكربون بواسطة عامل Revelle. وعامل Revelle هو نسبة تغير ثاني أكسيد الكربون إلى التغير في الكربون غير العضوي المذاب، والذي يعمل كمؤشر على انحلال ثاني أكسيد الكربون في الطبقة المختلطة بالنظر إلى مضخة الذوبان. عامل Revelle هو تعبير لوصف الكفاءة الديناميكية الحرارية لمجمع الكريون غير العضوي المذاب لامتصاص ثاني أكسيد الكربون وتحويله إلى بيكربونات. كلما انخفض عامل Revelle، زادت قدرة مياه المحيطات على امتصاص ثاني أكسيد الكربون. أظهرت بيانات دراسة أجريت عام 2004 أن عامل Revelle يتراوح من قرابة 9 في المناطق الاستوائية ذات خطوط العرض المنخفضة إلى 15 في المحيط الجنوبي بالقرب من القارة القطبية الجنوبية.

### الأنهار
يمكن للأنهار أيضًا نقل الكربون العضوي إلى المحيط من خلال عملية التجوية أو تآكل ألومنيوسيليكات (المعادلة 7) وصخور الكربونات (المعادلة 8) على الأرض،

| {\displaystyle {\ce {2 NaAlSi3O8 + 2 H2CO3 + 9 H2O -> 2 Na+ + 2 HCO3^- + 4 H4SiO4 + Al2Si2O5(OH)4}}} | \| \| \| \| \| \| \| \| | (7) |
| |                         |     |
| |                         |     |

| {\displaystyle {\ce {CaCO3 + H2CO3 -> Ca^2+ + 2 HCO3^-}}} | \| \| \| \| \| \| \| \| | (8) |
|                                                           |                         |     |
|                                                           |                         |     |
أو عن طريق تحلل الحياة (المعادلة 5، مثل مادة النبات والتربة). تساهم الأنهار بكميات متساوية تقريبًا (~ 0.4 جيجا طن كربون سنويًا) من الكربون غير العضوي المذاب DIC و الكربون العضوي المذاب DOC في المحيطات. تشير التقديرات إلى أن ما يقرب من 0.8 جيجا طن من الكربون (DIC + DOC) يجري نقلها سنويًا من الأنهار إلى المحيط. الأنهار التي تتدفق إلى خليج تشيسابيك (أنهار سسكويهانا وبوتوماك وجيمس ) تُدخل حوالي 0.004 جيجا طن (6.5 × 10 10 مول) من الكربون غير العضوي المذاب سنويًا. يمثل إجمالي انتقال الكربون في الأنهار حوالي 0.02٪ من إجمالي الكربون في الغلاف الجوي. على الرغم من أنها تبدو صغيرة، إلا أن الكربون الذي يدخل الأنهار (وبالتالي لا يدخل الغلاف الجوي) على نطاقات زمنية طويلة (من ألف إلى 10 آلاف سنة) يعمل كـ "رد فعل استقرار" لظاهرة الاحتباس الحراري.

## المخرجات

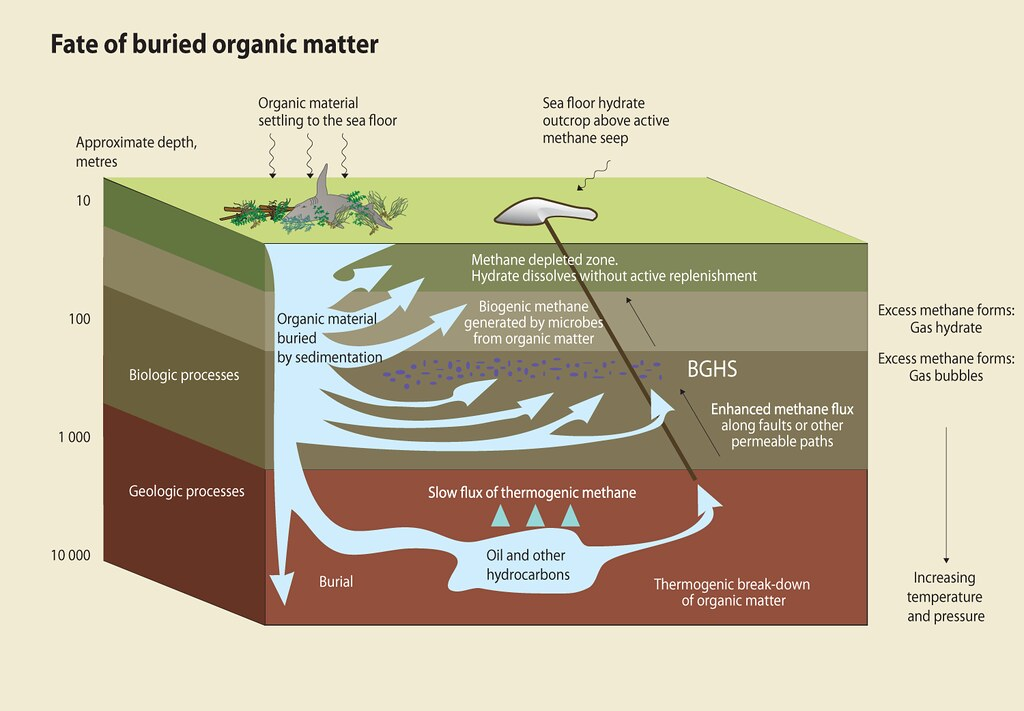
مصير المواد العضوية المدفونة

تتمثل المخرجات الرئيسية لنظام الكربون البحري في الحفاظ على الجسيمات العضوية (كربون عضوي جزيئي POC) وكربونات الكالسيوم (كربون غير عضوي جزيئي PIC) بالإضافة إلى التجوية العكسية. في حين أن هناك مناطق بها فقدان محلي لثاني أكسيد الكربون في الغلاف الجوي والعمليات الحرارية المائية، فلا تحدث خسارة صافية في الدورة.

### الحفاظ على المادة العضوية
الترسيب هو استنزاف طويل الأجل للكربون في المحيطات، حيث يمثل أكبر خسارة للكربون من النظام المحيطي. تعتبر الرواسب البحرية العميقة والتكوينات الجيولوجية مهمة لأنها توفر سجلاً شاملاً للحياة على الأرض ومصدرًا مهمًا للوقود الأحفوري. يمكن أن يخرج الكربون المحيطي من النظام على شكل مخلفات تغرق وتُدفن في قاع البحر دون أن تتحلل أو تذوب تمامًا. تمثل رواسب سطح المحيط 1.75 × 10 15 كجم من الكربون في دورة الكربون العامة على الأكثر، يُدفن 4٪ من الكربون العضوي الجزيئي في الرواسب البحرية من منطقة euphotic في المحيط الهادئ، حيث يحدث الإنتاج الأولي بالطاقة الخفيفة. ومن ثم يُفهم ضمنيًا أنه نظرًا لوجود مدخلات من المواد العضوية في المحيط أعلى مما يُدفن، يُستخدم جزء كبير منه أو يُستهلك في الداخل.

#### غرق الكربون العضوي
تاريخياً، وُجدت الرواسب ذات المحتوى العالي من الكربون العضوي بشكل متكرر في المناطق ذات الإنتاجية العالية للمياه السطحية أو تلك التي تحتوي على تركيزات منخفضة من الأكسجين في المياه السفلية. 90٪ من دفن الكربون العضوي يحدث في رواسب الدلتا والجرف القاري والمنحدرات العليا؛ يرجع هذا جزئيًا إلى قِصَر وقت التعرض بسبب المسافة الأقصر لقاع البحر وتكوين المادة العضوية المترسبة بالفعل في تلك البيئات. يعتبر دفن الكربون العضوي حساسًا أيضًا لأنماط المناخ: كان معدل تراكم الكربون العضوي أكبر بنسبة 50 ٪ خلال الذروة الجليدية الأخيرة مقارنةً فترة بين الجليديين.

#### الانحلال
قالب:Biogeochemical cycle sidebar
يتحلل الكربون العضوي الجزيئي POC من خلال سلسلة من العمليات التي تحركها الميكروبات، مثل توليد الميثان واختزال الكبريتات، قبل دفنه في قاع البحر. يؤدي تدهور الكربون العضوي الجزيئي أيضًا إلى إنتاج الميثان الميكروبي microbial methane وهو الغاز الرئيسي على الحواف القارية. اللجنين وحبوب اللقاح مقاومة بطبيعتها للتحلل الحيوي، وتظهر بعض الدراسات أن المصفوفات غير العضوية قد تحمي أيضًا المادة العضوية. تعتمد معدلات حفظ المادة العضوية على متغيرات أخرى مترابطة تختلف بشكل غير خطي في الزمان والمكان. على الرغم من أن تحلل المادة العضوية يحدث بسرعة في وجود الأكسجين، إلا أن الميكروبات التي تستخدم مجموعة متنوعة من الأنواع الكيميائية (عبر تدرجات الأكسدة والاختزال) يمكن أن تتحلل من المادة العضوية في الرواسب الخالية من الأكسجين. يعتمد عمق الدفن الذي يتوقف عنده التحلل على معدل الترسيب، والوفرة النسبية للمادة العضوية في الرواسب، ونوع المادة العضوية التي يجري دفنها، ومتغيرات أخرى لا حصر لها. بينما يمكن أن يحدث تحلل المواد العضوية في رواسب نقص الأكسجين عندما تستخدم البكتيريا مؤكسدات أخرى غير الأكسجين ( النترات، الكبريتات، الحديد <a href="https://en.wikipedia.org/wiki/Ferric" rel="mw:ExtLink" title="Ferric" class="mw-redirect cx-link" data-linkid="1087">Fe<sup>3+</sup></a>)، فإن التحلل يميل إلى الانتهاء دون التمعدن الكامل. يحدث هذا بسبب التحلل التفضيلي للجزيئات القابلة للتحلل على الجزيئات المقاومة للحرارة.

#### الدفن
يعتبر دفن الكربون العضوي أحد مدخلات الطاقة للبيئات البيولوجية تحت الأرض ويمكنه تنظيم الأكسجين في الغلاف الجوي على نطاقات زمنية طويلة (أكبر من 10 آلاف سنة). يحدث الدفن فقط عندما يصل الكربون العضوي إلى قاع البحر، مما يجعل الأرفف القارية والحواف الساحلية هي المخزن الرئيسي للكربون العضوي الناتج عن الإنتاج الأولي البري والمحيطي. تُعد المضايق، أو المنحدرات الناتجة عن تآكل الأنهار الجليدية، مناطق دفن كربوني كبيرة، حيث تزيد المعدلات بها مائة مرة عن متوسط المعدلات في المحيطات. يُدفن الكربون العضوي الجزيئي في رواسب المحيطات، مما يخلق مسارًا بين تجمع الكربون المتاح بسرعة في المحيط إلى تخزينه للمقاييس الزمنية الجيولوجية. بمجرد أن يُعزل الكربون في قاع البحر، فإنه يعتبر كربون أزرق. يمكن حساب معدلات الدفن على أنها الفرق بين المعدل الذي تغرق به المادة العضوية ومعدل تحللها.

### حفظ كربونات الكالسيوم
يعتبر ترسيب كربونات الكالسيوم أمرًا مهمًا لأنه يؤدي إلى فقدان القلوية وكذلك إطلاق ثاني أكسيد الكربون (المعادلة 4)، وبالتالي فإن التغيير في معدل الحفاظ على كربونات الكالسيوم يمكن أن يغير الضغط الجزئي لثاني أكسيد الكربون في جو الأرض. يحدث تشبع فائق لكربونات الكالسيوم في الغالبية العظمى من مياه سطح المحيط، بينما تكون غير مشبعة في العمق، مما يعني أن الأصداف من المرجح أن تذوب عندما تغرق في أعماق المحيط. يمكن أيضًا إذابة كربونات الكالسيوم من خلال الانحلال الأيضي metabolic dissolution( أي يمكن استخدامه كغذاء وإفرازه) وبالتالي فإن رواسب أعماق المحيط تحتوي على القليل جدًا من كربونات الكالسيوم. يؤدي ترسيب ودفن كربونات الكالسيوم في المحيط إلى إزالة جلكربون غير العضوي مالجزيئي ن المحيط وتشكيل الحجر الجيري في النهاية. على النطاقات الزمنية التي تزيد عن 5000 ألفسنة، يتحدثتعديل ملناخ الأرض من خلال تدفق الكربون داخل وخارج الغلاف الصخري. يتجريإعادة تدوير الصخور المتكونة في قاع المحيط من خلال الصفائح التكتونية مرة أخرى إلى السطح وتتعرض للعوامل الجوية أو تنغمس في الوشاح، وهو الكربون الذي تنفثه البراكين.

## التأثيرات البشرية
تستحوذ المحيطات على 15-40٪ من ثاني أكسيد الكربون بشري المنشأ، وحتى الآن يُمتص ما يقرب من 40٪ من الكربون الناتج عن احتراق الوقود الأحفوري في المحيطات. نظرًا لأن عامل Revelle يزداد مع زيادة ثاني أكسيد الكربون، فسيُمتص جزء أصغر من التدفق بشري المنشأ بواسطة المحيط في المستقبل. تبلغ الزيادة السنوية الحالية في ثاني أكسيد الكربون في الغلاف الجوي قرابة 4 جيجا طن من الكربون. يؤدي هذا إلى تغير المناخ الذي يؤدي إلى تركيز الكربون وعمليات التغذية المرتدة للمناخ الكربوني التي تعدل الدورة الحرارية الملحية في المحيطات والخصائص الفيزيائية والكيميائية لمياه البحر، مما يغير امتصاص ثاني أكسيد الكربون. يساهم الصيد الجائر والتلوث البلاستيكي للمحيطات في تدهور حالةِ أكبر حوض للكربون في العالم.

### تحمض المحيطات
مقالة كاملة: تحمض المحيطات
ينخفض الرقم الهيدروجيني pH للمحيطات بسبب امتصاص ثاني أكسيد الكربون من الغلاف الجوي. يؤدي ارتفاع ثاني أكسيد الكربون المذاب إلى تقليل توافر أيون الكربونات، مما يقلل من حالة تشبع كربونات الكالسيوم، مما يجعل صنع غلاف كربونات الكالسيوم صعبًا من الناحية الديناميكية الحرارية. ترتبط أيونات الكربونات بشكل تفضيلي بأيونات الهيدروجين لتكوين البيكربونات، وبالتالي يؤدي انخفاض توفر أيونات الكربونات إلى زيادة كمية أيونات الهيدروجين غير المرتبطة، وتقليل كمية البيكربونات المتكونة (المعادلات 1-3). الرقم الهيدروجيني هو قياس لتركيز أيون الهيدروجين، حيث يعني انخفاض الرقم الهيدروجيني وجود المزيد من أيونات الهيدروجين غير المرتبطة. وبالتالي فإن الرقم الهيدروجيني هو مؤشر على تنوع الكربونات speciation( شكل الكربون الموجود) في المحيطات ويمكن استخدامه لتقييم مدى صحة المحيط.
تشمل قائمة الكائنات الحية التي قد تعاني بسبب تحمض المحيطات البذيرات الجيرية coccolithophores والمنخربات foraminifera (قاعدة السلسلة الغذائية البحرية في العديد من المناطق)، ومصادر الغذاء البشرية مثل المحار وبلح البحر، وربما الأكثر وضوحًا، وهي البنية التي تبنيها الكائنات الحية - الشعاب المرجانية. ستبقى معظم المياه السطحية مفرطة التشبع بكربونات الكالسيوم (كالسيت وأراغونيت) لبعض الوقت في مسارات الانبعاثات الحالية، ولكن من المرجح أن تُستبدل الكائنات الحية التي تتطلب كربونات في العديد من المناطق. تتعرض الشعاب المرجانية لضغط من الصيد الجائر، وتلوث النترات، وارتفاع درجة حرارة المياه ؛ وسيضيف تحمض المحيطات ضغطًا إضافيًا على هذه الهياكل المهمة.

### تسميد الحديد
مقالة كاملة: تسميد الحديد
التخصيب بالحديد هو أحد جوانب هندسة المناخ، التي تعالج بشكل هادف نظام مناخ الأرض، عادةً في جوانب دورة الكربون أو التأثير الإشعاعي. تهتم هندسة المناخ الحالية بإمكانية تسريع المضخة البيولوجية لزيادة تصدير الكربون من سطح المحيط. يمكن أن يؤدي هذا التصدير المتزايد نظريًا إلى إزالة ثاني أكسيد الكربون الزائد من الغلاف الجوي لتخزينه في أعماق المحيط. توجد دراسات جارية بشأن الإخصاب الاصطناعي. نظرًا لحجم المحيط وأوقات الاستجابة السريعة للمجتمعات غير المتجانسة للزيادات في الإنتاج الأولي، من الصعب تحديد ما إذا كان الإخصاب المحدود للمغذيات يؤدي إلى زيادة في تصدير الكربون. ومع ذلك، فإن غالبية المجتمع لا تعتقد أن هذا نهج معقول أو قابل للتطبيق.

### السدود والخزانات
يوجد أكثر من 16 مليون سد في العالم تعمل على تغيير انتقال الكربون من الأنهار إلى المحيطات. باستخدام بيانات من قاعدة بيانات الخزانات والسدود العالمية، والتي تحتوي على ما يقرب من 7 آلاف خزان تحتوي على 77 ٪ من إجمالي حجم المياه التي تحتجزها السدود (8 آلاف كم3)، تشير التقديرات إلى أن توصيل الكربون إلى المحيط قد انخفض بنسبة 13٪ منذ عام 1970 ومن المتوقع أن ينخفض إلى 19٪ بحلول عام 2030. قد ينبعث الكربون الزائد الموجود في الخزانات حوالي 0.184 جيجا طن من الكربون إلى الغلاف الجوي سنويًا وسيُدفن حوالي 0.2 جيجا طن من الكربون في الرواسب. قبل عام 2000، كانت أحواض نهر المسيسيبي والنيجر والجانج تمثل 25-31 ٪ من جميع دفن الكربون في الخزانات. بعد عام 2000، تجاوزت أحواض نهر بارانا (موطن لـ 70 سدًا) ونهر زامبيزي (موطن لأكبر خزان) دفن نهر المسيسيبي. ومن ضمن أكبر السدود المساهِمة في دفن الكربون نجد السدود على نهر الدانوب والأمازون ونهر يانغتسي ونهر ميكونغ ونهر ينيسي وتوكانتينز.

## روابط خارجية
- خريطة العالم الحالية للضغط الجزئي لثاني أكسيد الكربون على سطح المحيط
- الخريطة العالمية الحالية لكثافة تدفق ثاني أكسيد الكربون البحري والجوي